# Найыр, Мехмет Решат
Мехмет Решат Найыр (тур. Mehmet Reşat Nayır; 13 июля 1911, Стамбул — 25 октября 1992, Стамбул) — турецкий футболист, играл на позиции полузащитника, участник Летних Олимпийских игр 1936 года. После окончания карьеры — футбольный тренер.

## Биография

### Клубная карьера
Всю футбольную карьеру играл за «Фенербахче». В составе «жёлтых канареек» выигрывал 5 раз Стамбульскую лигу и 2 титула Национального дивизиона. В составе «Фенербахче» во всех турнирах сыграл 312 матчей и забил 14 голов. В 1940 году в возрасте 29 лет завершил игровую карьеру из-за полученной травмы.

### Карьера в сборной
В составе сборной Турции принимал участие на олимпийском футбольном турнире 1936 года, где сыграл в матче со сборной Норвегии (0:4). Всего за сборную Турции сыграл 4 матча и не забил ни одного гола.

### Тренерская и административная карьера
Работал главным тренером клубов «Касымпаша», «Фенербахче» и «Вефа».
С 1962 по 1964 год входил в совет директоров «Фенербахче».

### Смерть
Скончался 25 октября 1992 года в Стамбуле в возрасте 81 года.

## Достижения
«Фенербахче»
- Чемпион Стамбульской лиги (5): 1929/30, 1932/33, 1934/35, 1935/36, 1936/37
- Победитель Национального дивизиона[англ.] (5): 1937, 1940